# ノエル・ドヴォ

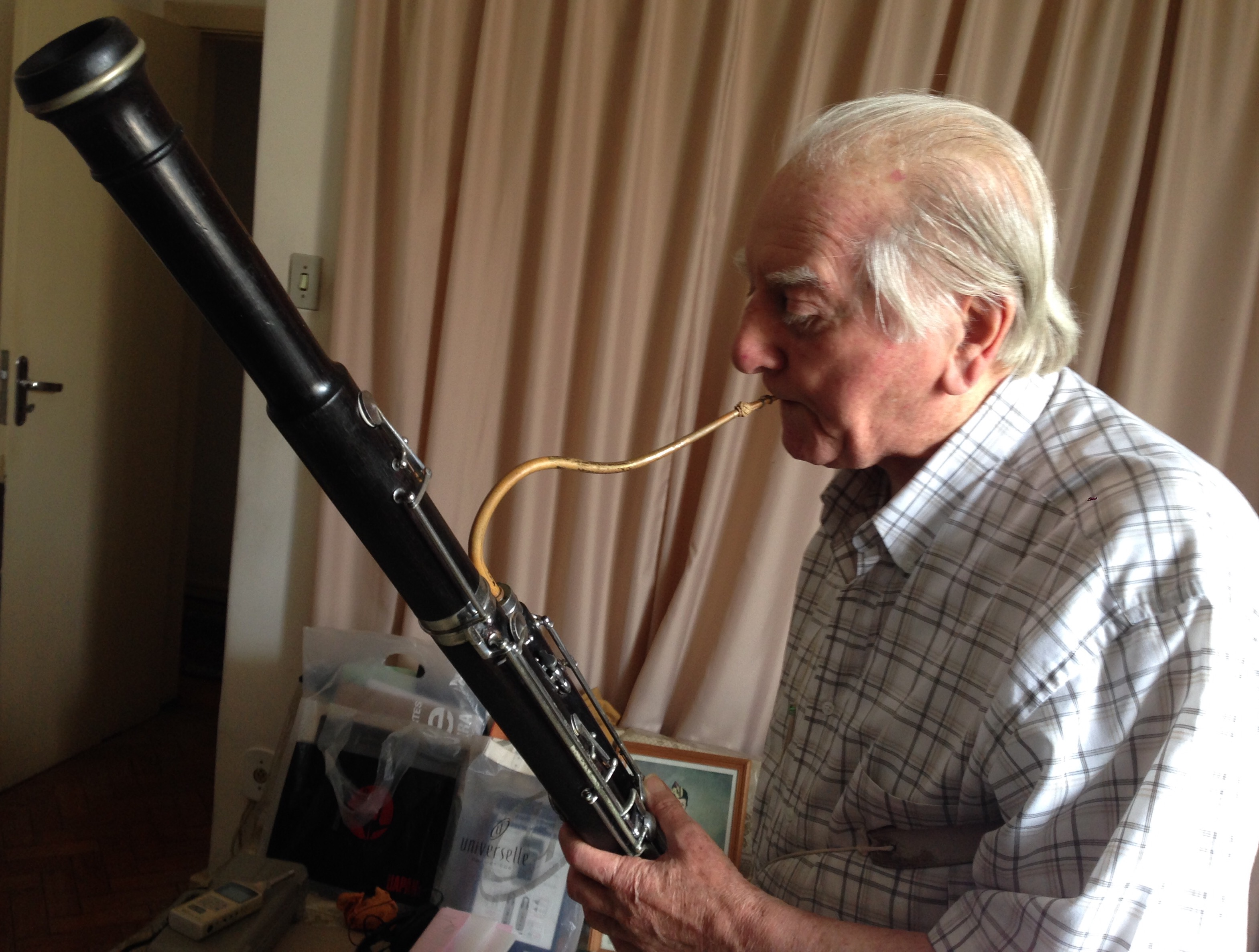
ノエル・ドヴォ

ノエル・レオン・ドヴォ (Noël Leon Devos; 1929年10月8日 -  2018年3月3日) は、フランス出身で、ブラジルで活躍するバッソン奏者。
カレーに生まれ、地元の音楽院を経てパリ音楽院のギュスターヴ・ドランにバッソンを学ぶ。1957年にミュンヘン国際音楽コンクールで二位入賞を果たす。
1952年からエレアザール・デ・カルヴァーリョに招聘されてブラジル交響楽団の首席ファゴット奏者に着任し、ブラジル初のプロフェッショナルのバッソン教師となった。このオーケストラでは、レナード・バーンスタイン、エーリヒ・クライバー、イーゴリ・マルケヴィチ等の有名な指揮者のタクトの下で演奏した。
作曲家のフランシスコ・ミニョーネと親交を持ち、バッソンとオーケストラのための協奏曲 (1957) やバッソンのための16のワルツ(1981)などの作品を献呈されている。
2018年3月3日、リオデジャネイロにて死去。88歳没。

## 註
1. ↑  “Nota de Pesar pelo falecimento de Noel Devos” (ポルトガル語).   リオデジャネイロ連邦大学音楽学校HP (2018年3月4日). 2018年4月1日閲覧。
2. ↑  ノエル・ドヴォ - Discogs（英語）
3. ↑  “Confira a homenagem a Noel Devos”. radios.ebc.com. (2018年3月24日).  オリジナルの2018年3月27日時点におけるアーカイブ。 2018年3月27日閲覧。
4. ↑  “Francisco Mignone and the Sixteen Waltzes for Solo Bassoon”. 2013年11月8日時点のオリジナルよりアーカイブ。2013年11月8日閲覧。